# Батальйон логістики (Естонія)
Батальйон логістики (ест. Logistikapataljon) — батальйон тилового забезпечення збройних сил Естонії. Забезпечує логістичну підтримку в сухопутних військах Естонії.
Батальйон логістики є основним підрозділом транспортування, який забезпечує сухопутні війська Естонії та виконує деякі інші логістичні функції. Основним призначенням батальйону є забезпечення підготовки спеціалістів для логістичних підрозділів, виконання логістичних завдань та військових операцій у воєнний час, підготовка резервних підрозділів та надання військової допомоги підрозділам на полі бою. На додачу до цього батальйон також бере участь в міжнародному військовому співробітництві та підрозділах логістичної підтримки, готує елементи, доправляє та забезпечує запаси задля готовності Логістичного центру Сил оборони.

## Історія
Сучасний батальйон логістики веде свою історію від автотанкового полку міжвоєнного періоду. Автотанковий полк, у якому були зібрані панцерні автомобілі й легкі танки естонської армії, було засновано під керівництвом Альберта Ояссона, 9 квітня 1919 року. В 1923 році було сформовано було сформовано військові підрозділи довкола панцерно-танкового підрозділу 1928 року. завдання з модернізації військового підрозділу було покладене на полковника Яна Лутсара, який був командиром до 1934 року. Полк дислокувався в Таллінні, але його структурні частини в різний час розташовувалися в Валзі, Йихві, Нарві, Тапі та Елвасі.
17 липня 1940 року Червона армія окупувала Естонію. Від 1 жовтня 1940 року панцерно-танковий полк було розформовано та техніку розібрано на брухт. Червона армія не змогла організувати обслуговування та використання цієї техніки перед наступаючими Німецькими військами, тому її було покинуто або знищено.
Влітку 1992 року в Силах оборони було організовано автомобільні роти. В 1997 році було створено моторизовану роту сил оборони на базі батальйону служби бойового забезпечення. В 2002 році було сформовано батальйон логістики сили оборони, до складу якого в 2005 році було включено навчальний центр бойової служби підтримки матеріально-технічного забезпечення оборони. Від 2009 року структура носить назву батальйону логістики.

## Структура
Батальйон логістики складається з п'яти рот, серед яких:
- штаб
- ремонтно-відновлювальна рота
- рота забезпечення
- транспортна рота
- рота підвезення боєприпасів
- ремонтна рота

- Школа логістики

## Командири
- Август Нієландер 1919
- Альберт Ояссон 1919
- Ханс Ванавескі 1919–1923
- Ян Лутсар 1923–1934
- Якоб Венде 1934
- Март Туіск 1934–1936
- Йоханнес Реммель 1936–1939
- Ян Піндінґ 1939
- Рімант Цернаускас 1992
- Арні Ільвес 1992–1994
- Алар Віхман 1994–1995
- Айвар Яескі 1995–1999
- Борис Пюсса 1999–2001
- Ееро Ребо 2001–2002
- Андрус Тосс 2002–2003
- Арґо Рістісаар 2003–2005
- Рудольф Єцер 2005–2007
- Тайво Рокк 2007–2008
- Марек Сюґіс 2008–2010
- Гуннар Хаві 2010–2012
- Аво Вірк 2012
- Раґнар Коеметс 2012–2014
- Андрес Краав 2014–